# Kaningulsot
Kaningulsot eller RVHD (efter engelskans Rabbit Viral Haemorrhagic Disease) är ett virus som infekterar europeiska kaniner. Kaningulsot upptäcktes på 1980-talet i Kina och därefter har flera utbrott runt om i världen dokumenterats och sjukdomen är numera etablerad på flera platser i Asien, Europa och USA. Viruset har en hög virulens och dödar värden i de flesta fall. Några av de vanligaste symptomen är förstorad lever, blödningar, kraftig viktminskning och slutligen kvävning innan dödsfall. Smittade kaniner som överlever kan utveckla antikroppar och kan på så vis inte bli smittade av viruset igen. Immunitet kan även uppnås genom moderns placenta och råmjölk. På så vis utvecklar nyfödda kaninungar immunitet mot kaningulsot i upp till 50 dagar. 
Vaccin finns numera tillgängliga för att förhindra sjukdomens spridning mellan vilda och tama kaniner men utbrott sker trots detta i vissa delar av världen. Viruset har även använts som biokontroll av kaninpopulationer i Australien och Nya Zeeland där kaninen är en invasiv art och utgör hot mot de endemiska arter som finns där. Introduktionen ledde till kraftiga minskningar av kaninpopulationerna och det har därefter gjorts upprepade försök att introducera viruset till Nya Zeeland på olaglig väg.
2010 upptäcktes en ny typ av viruset, RHDV2, i Frankrike. Under 2015 konstaterades att RHDV2 finns i Sverige.

## Om viruset
Kaningulsot viruset är ett enkelsträngat Calcivirus som tillhör genuset Lagovirus. Det infekterar europeisk kanin (Oryctolagus cuniculus) och dess domesticerade släktingar. Viruspartikeln är mycket litet  och den omges inte av en kapsid (proteinskal). Viruset är besläktat med det virus som ger upphov till Calciviruset European brown hare syndrome hos harar men kaningulsot kan ej infektera harar och European brown hare syndrome kan inte infektera kaniner. Dessa två virus är mycket lika när det gäller mortalitet, symptom och viruspartikelns morfologi 

## Historia
År 1984 drabbades kaninpopulationerna i Kina av en ny virussjukdom som karaktäriserades av sin extrema dödlighet och höga smittorisk hos både domesticerade och vilda kaniner . Detta var hos angorakaniner som var importerade från Tyskland  och på mindre än ett år dödades 140 miljoner tamkaniner i Kina. Kaningulsot beskrevs för första gången i Korea 1985 och kopplades till importering av päls från Kina . Därefter spreds viruset sedan snabbt mellan tamkaniner och vilda kaniner från Asien till Europa och USA.  I Europa påträffades sjukdomen för första gången i Italien 1986  och spreds sedan därifrån till resten av Europa och blev endemisk i flera länder  Kaningulsot orsakar ekonomiska förluster i kötts- och pälsindustrin för kanin och påverkar även i sin tur predatorerna på kaninerna i det vilda 

## Symptom, smittvägar & dödlighet

### Symptom
Inkubationstiden för kaningulsot är 24-72 timmar. Det finns tre olika kliniska grader av sjukdomen: Preakut, akut och mild. Preakut innebär att den infekterade kaninen dör inom några timmar utan att uppvisa tidigare symptom. När sjukdomen är av den akuta graden uppstår en variation av symptom så som plötslig depression, kraftig viktminskning och apati. Även blödningar i ögon, blod och avföring kan uppstå. Koagulationssjukdomar, anemi och leukocytos kan också tillhöra symptomen.  Ofta dör kaninen efter en kort period med krampanfall och tecken på kvävning. Precis innan dödsfall kan kroppstemperaturen höjas och plötsliga skrik kan uppstå. Vid milda fall tillfrisknar kaninen spontant och utvecklar därför antikroppar. En infekterad kanin som dött av kaningulsot hittas ofta med sina ben utsträckta kippande efter andan . Vid en obduktion kan en kraftigt förstorad lever ses på grund av att virusreplikation av kaningulsotvirus sker där .

### Smittvägar
Kaningulsot smittas främst via direktkontakt med smittade eller döda djur, exempelvis oralt, nasalt eller via ögon. Exkretionsprodukter såsom urin, avföring och respiratoriska utsöndringar tros även kunna innehålla virus. Döda djur kan förbli smittsamma i upp till en månad. Det är även möjligt att djur kan smittas via mat, vatten eller sina bon. Flugor och andra djur kan fungera som smittbärare för viruset och oftast behövs det bara ett fåtal viruspartiklar för att infektera kaninen . Kaningulsot har även setts i exkretionsprodukter hos asätare och predatorer men skadar troligtvis inte djuret då virusreplikation inte kan ske i dessa organismer 

### Mortalitet
Mortaliteten av kaningulsot är relativt svår att beräkna då många kaniner dör i sina hålor. Man har även sett att fångsten av kaniner för att bedöma kaningulsot kan stressa djuren och därmed öka mortaliteten av andra anledningar än kaningulsot. Mortaliteten i en smittad population varierar med klimatet och är högre i torra och varma områden än i fuktiga kalla regioner . Kaniner som överlever smittan utvecklar specifika antikroppar mot viruset och blir immuna. Upptäckten av specifika antikroppar i serum från friska kaniner och harar i områden där utbrott av sjukdomen inte har skett visar att viruset har en stor utbredning. 17-20 % av friska kaniner rapporterades innehålla naturliga antikroppar mot kaningulsotvirus . Ett annat sätt att uppnå immunitet är via placentan och modersmjölken. De antikroppar som överförs genom placentan (moderkaka) avtar sedan med ökad ålder och kroppsvikt . När kaninungarna dricker modersmjölken överförs immunitet vilket gör att ungarna är skyddade mot viruset i minst 50 dagar . Vanligtvis föds kaninungarna vid tidig vår och det är då vanligt med utbrott av kaningulsot under sen vår eller tidig sommar då de maternella antikropparna avtagit 

## Kontroll och applikation

### Vaccin och detektion
Det finns flera olika metoder för att upptäcka kaningulsotvirus så som HA (Hemagglutination assay), HI (Hemagglutination inhibition assay) och ELISA (enzymkopplad immunadsorberande analys), elektronmikroskop och RT-PCR. RT-PCR som benämns realtids-PCR är oftast den bästa metoden då den kan undersöka ett stort antal prover och kartlägga epidemiologin.
De första vaccin som utvecklades mot kaningulsot var vävnadsvacciner som producerats från levern hos kaniner. Detta vaccin utvecklades i Kina, Ungern, Bulgarien och Spanien för att råda bot på sjukdomen och resulterade i att dödsfall kunde förhindras bara 5-6 dagar efter vaccination. 1990 blev ett inaktiverat vaccin (ARVILAP) tillgängligt i Tyskland där kaningulsot är en anmälningsskyldig sjukdom sedan samma årtal. För att kontrollera sjukdomen så dödades och förintades alla sjuka och döda infekterade djur medan alla friska djur i både infekterade och icke infekterade flockar vaccinerades   . Idag vaccineras våra tamkaniner med vaccinet Nobivax Myxo-RHD som är ett kombinerat vaccin för kaningulsot och myxomatos  

### Kaningulsot som biokontroll
I Australien och Nya Zeeland där kaniner är en invasiv art och ett hot mot det endemiska vilda floran och faunan introducerades kaningulsotvirus för en biokontroll av kaniner 1991  I Australien hölls importerade kaniner med kaningulsotvirus i karantän för att kunna kartlägga viruset, dock lyckades smittan ändå sprida sig vidare ut i Australien. Det blev ett hårt slag för de kaninpopulationer som fanns i Australien och kaningulsotvirus visade sig vara en mycket kraftfull biokontrollmetod mot de tidigare importerade kaninerna  . I Nya Zeeland gjordes sedan återupprepade försök att införa viruset för att kunna reglera kaninpopulationerna, detta dock på olaglig väg  .